# Kwana-eiland
Kwana-eiland is de naam van een eiland in het zuidwestelijke deel van Brokopondostuwmeer in het Surinaamse district Brokopondodistrict. De naam "Kwana" verwijst naar de vissoort Zwartgestreepte kopstaander (in Surinaams Kwana), die er veel gevangen wordt. Het eiland heeft palmbomen, enkele toeristenhutten en witte zandstranden. Het wordt ook bezocht door vissers. Het eiland is een vakantieoord geworden.